# Curling na Zimních olympijských hrách 1988
Curling na zimních olympijských hrách 1988 byl ukázkovým sportem. Soutěže se konaly na sportovišti Max Bell Arena v Calgary. Bylo to již podruhé co byl curling ukázkovým sportem na zimních olympijských hrách. Předchozí soutěž proběhla již na zimních olympijských hrách 1932.

## Pořadí zemí
| Pořadí | Země            | 1. místo | 2. místo | 3. místo | Celkově |
| ------ | --------------- | -------- | -------- | -------- | ------- |
| 1.     | Kanada (CAN)    | 1        | 0        | 1        | 2       |
| 1.     | Norsko (NOR)    | 1        | 0        | 1        | 2       |
| 3.     | Švédsko (SWE)   | 0        | 1        | 0        | 1       |
| 3.     | Švýcarsko (SUI) | 0        | 1        | 0        | 1       |
|        | Celkem          | 2        | 2        | 2        | 6       |

## Ukázkové soutěže
| Disciplína  | 1. místo                                                                                              | 2. místo | 3. místo |
| ----------- | --- | --- | --- |
| turnaj muži | Norsko (NOR) · Eigil Ramsfjell · Sjur Loen · Morten Søgaard · Bo Bakke · Gunnar Meland                | Švýcarsko (SUI) · Hans-Jürg Lips · Rico Simen · Stefan Luder · Peter Lips · Mario Fluckinger                            | Kanada (CAN) · Ed Lukowich · John Ferguson · Neil Houston · Brent Syme · Wayne Hart                             |
| turnaj ženy | Kanada (CAN) · Linda Mooreová · Lindsay Sparkesová · Debbie Jonesová · Penny Ryanová · Patti Vandeová | Švédsko (SWE) · Elisabeth Högströmová · Monika Janssonová · Birgitta Sewiková · Marie Henrikssonová · Anette Norbergová | Norsko (NOR) · Trine Trulsenová · Dordi Nordbyová · Hanne Pettersenová · Mette Halvorsenová · Ellen Githmarková |